# جائحة فيروس كورونا في مايوت
توثق هذه المقالة آثار جائحة فيروس كورونا 2019–2020 في إقليم مايوت الفرنسي، وقد لا تتضمن جميع الاستجابات والإجراءات الرئيسية حتى الآن.

## خلفية
في 12 يناير 2020، أكدت منظمة الصحة العالمية (WHO) أن فيروس تاجي جديد كان سببًا لمرض تنفسي لمجموعة من الأشخاص في مدينة ووهان، مقاطعة خوبي، الصين، والذين كانوا قد لفتوا انتباه منظمة الصحة العالمية في البداية في 31 ديسمبر 2019. رُبطت هذه المجموعة في البداية بسوق هوانان للمأكولات البحرية بالجملة في مدينة ووهان. ومع ذلك، فإن بعض الحالات الأولى التي أظهرت نتائج مختبرية لا صلة لها بالسوق، فمصدر الوباء غير معروف.
على عكس السارس لعام 2003، كانت نسبة إماتة الحالات لـ كوفيد-19  أقل بكثير، لكن انتقال العدوى كان أكبر بكثير، مع إجمالي عدد الوفيات. عادة ما يظهر كوفيد-19 في حوالي سبعة أيام بأعراض شبيهة بالإنفلونزا يُظهرها بعض الأشخاص حيث تتطور إلى أعراض الالتهاب الرئوي الفيروسي الذي يتطلب الدخول إلى المستشفى. اعتبارًا من 19 مارس، أصبح كوفيد-19 يُصنف على أنه «مرض معدي عالي الأثر».

## الجدول الزمني
- في 10 مارس، وصل رجل من إقليم وايز، فرنسا، إلى مايوت. كان لديه انفلونزا مشبوهة، ولوحظ لمدة ثلاثة أيام في المستشفى. بعد اختباره في 13 مارس، كانت نتائج التحاليل إيجابية لـ كوفيد-19.[6]
- في 17 مارس، حددت حالة ثالثة وهي مسافرة أيضًا، تدخل الجزيرة في الانعزال كما هو في الأراضي الفرنسية. مع وجود مركز مستشفى واحد لعدد سكان يبلغ 279,000 نسمة وظروف معيشية غير مستقرة (84 ٪ يعيشون تحت خط الفقر)، هناك قلق كبير. كما هو الحال في ريونيون، تتأثر الجزيرة أيضًا بحمى الضنك.[7]
- في 18 مارس، أقامت السلطات نظاماً للرقابة الصحية في مطار دزاوودزي مع ممرضات المدارس المتطوعات.[8]
- في 27 مارس،الوصول إلى عتبة 50 حالة.
- في 30 مارس، تسجيل الوفاة الأولى.[9]
- في 1 أبريل، تجاوز عتبة 100 حالة.[10]
- في 3 أبريل، أدخل النائب منصور قمر الدين إلى المستشفى وأظهر نتائج إيجابيةً لاختبار الفيروس كورونا المستجد؛ كانت انتقال للعدوى محليا.[11]
- في 8 أبريل، أُعلن عن وفاة ثانية تتعلق بـ كوفيد-19 ؛ كما هو الحال في الحالة الأولى، يعاني الشخص من أمراض مزمنة.[12]
- وقد لوحظ أنه من الصعب تطبيق الانعزال والحركات الحاجزة في الأحياء الفقيرة التي تفتقر إلى المياه.[13]
- في 10 أبريل، أعلنت وكالة الصحة الإقليمية عن 191 حالة، بما في ذلك 41 من المهنيين الصحيين. نقل 17 شخصًا إلى المستشفى، من بينهم 4 في العناية المركزة و50 حالة شفاء.[14]
- في 11 أبريل، أعلن عن وفاة ثالثة. يزيد عدد الحالات قليلاً إلى 196.[15]